# Wallfahrtskirche Maria Bühel

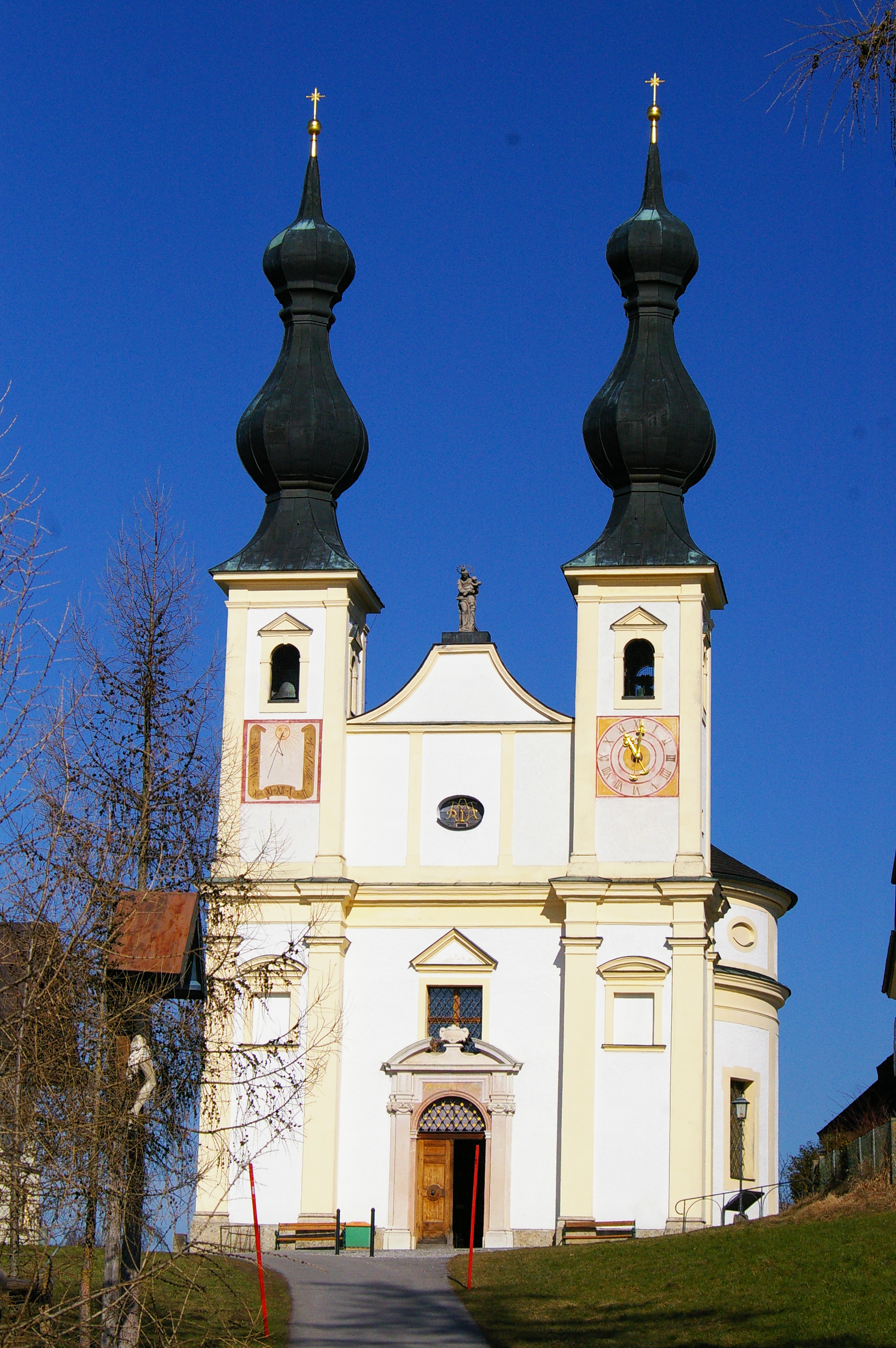
Maria Bühel

Die Wallfahrtskirche Unserer Lieben Frau Mariä Heimsuchung (31. Mai, früher der 2. Juli) ist eine römisch-katholische Wallfahrtskirche (liberae collationis) auf der weiten Terrasse Maria Bühel im Nordwesten der Stadt Oberndorf bei Salzburg im Land Salzburg. Die Wallfahrtskirche ist über die nach Süden verlaufende Maria-Bühel-Straße, dem Kalvarienberg Maria Bühel und dem Europasteg über die Salzach auch mit der bayerischen Stadt Laufen an der Salzach verbunden.

## Geschichte
Die Wallfahrt verdankt ihre Entstehung der Salzachschifffahrt, bei der Salzach-Plätten und Zillen zum Einsatz kamen. Nach dem Umladen des Salzes von kleinen in größere Schiffe in Laufen sollten die Schiffsleute auf einen gueten Gedankhen gebracht werden, anstatt dass dieselben ein unnutz und Gott missfelliges Geschwez treiben. Die Ursprungslegende besagt, dass daher der Laufener Stiftsdechant Dr. Georg Paris Ciurletti von Lerchen das Bild „Maria Hilf“ bei einer hölzernen, bald aber gemauerten Kreuzsäule aufstellen ließ, ...alwo gleichsamb jedermann von Passau und Burgkhausen durchreisen mues... Bald wurden Gebetserhörungen bekannt, so dass von Laufen und Umgebung ...ye länger ye mehr ain sonderbar, ja solche Devotion (Verehrung) die Bewohner haben, dass dasselbe sowohl Werchtag als an den Sonn - und Feiertagen häuffig mit einer Schar nach der anderen besucht würdet. Vermutlich hatten Schiffsleute eine Kopie eines Gnadenbildes aus Bayern mitgebracht.

## Architektur
Das Langhaus mit den zwei Zwiebeltürmen wurde zwischen 1670 und 1673 erbaut und war in dieser Form auf Fernwirkung angelegt. Beide Türme sind mit schlanken Aufsätzen gekrönt, die aber 1917 wegen Baufälligkeit abgetragen und durch ein Notdach ersetzt werden mussten. 1718 bis 1722 wurden das Querschiff, die Sakristei und die nahe Stiege mit dem Kalvarienberg ergänzt.
Das Marmorportal trägt die Jahreszahl 1733 und die Inschrift „Maria, Zuflucht der Sünder“, darüber steht:
Georgius Paris Ziurletti, Decanus in Lauffen has sacras aedes fundavit et erexit 1673. (Georg Paris Ziurletti, Dechant in Laufen, hat dieses 1673 errichtete heilige Gebäude gestiftet).
Zwischen 1950 und 1960 wurden das dem Barock nachempfundene Kuppelfresko von Wolfgang Köberl geschaffen und die beiden Zwiebeltürme in ihrer ursprünglichen Form wieder hergestellt. Da die Kirche, bedingt durch fehlende Ableitungsmöglichkeiten des Dachwassers, schwere Schäden aufwies, musste sie zwischen 1990 und 1994 umfassend renoviert werden. Den neuen liturgischen Anforderungen entsprechend wurde ein Volksaltar errichtet.

## Ausstattung

### Einrichtung

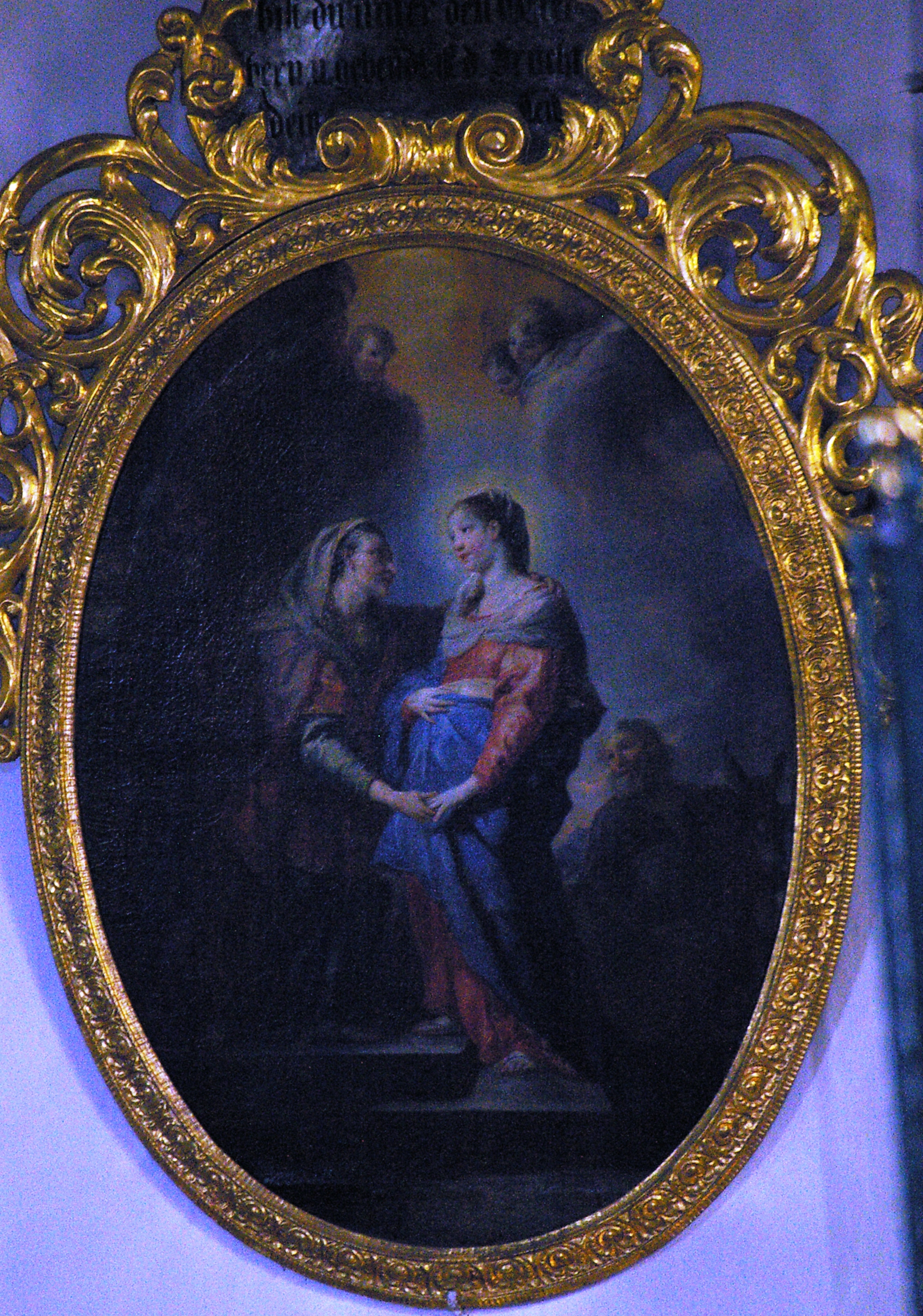
Mariä Heimsuchung von Johann Michael Rottmayr

Der Hochaltar mit dem Gnadenbild stammt vom italienischen Architekten Antonio Beduzzi, der hauptsächlich in Wien als kaiserlicher Hofarchitekt tätig war. Tabernakel und Altartisch waren 1886 verändert worden, sind aber jetzt wieder in ihrer ursprünglichen Form. Die Altarbilder stammen von dem in Laufen geborenen Johann Michael Rottmayr, der diese Werke 1674 schuf, seine Mutter Margareta Magdalena Rottmayrin erledigte in der Kirche immer wieder Fassarbeiten. Die Statuen im Innenraum stammen von Josef Anton Pfaffinger, der ebenfalls aus Laufen stammte, seine Werkstatt aber in Salzburg hatte. Pfaffinger schuf auch die Nepomukstatue am Fuß der Kalvarienbergstiege, die an der Salzachterrasse liegt und Laufen über die alte, und inzwischen über die neue Brücke mit der Wallfahrtskirche verband bzw. verbindet.

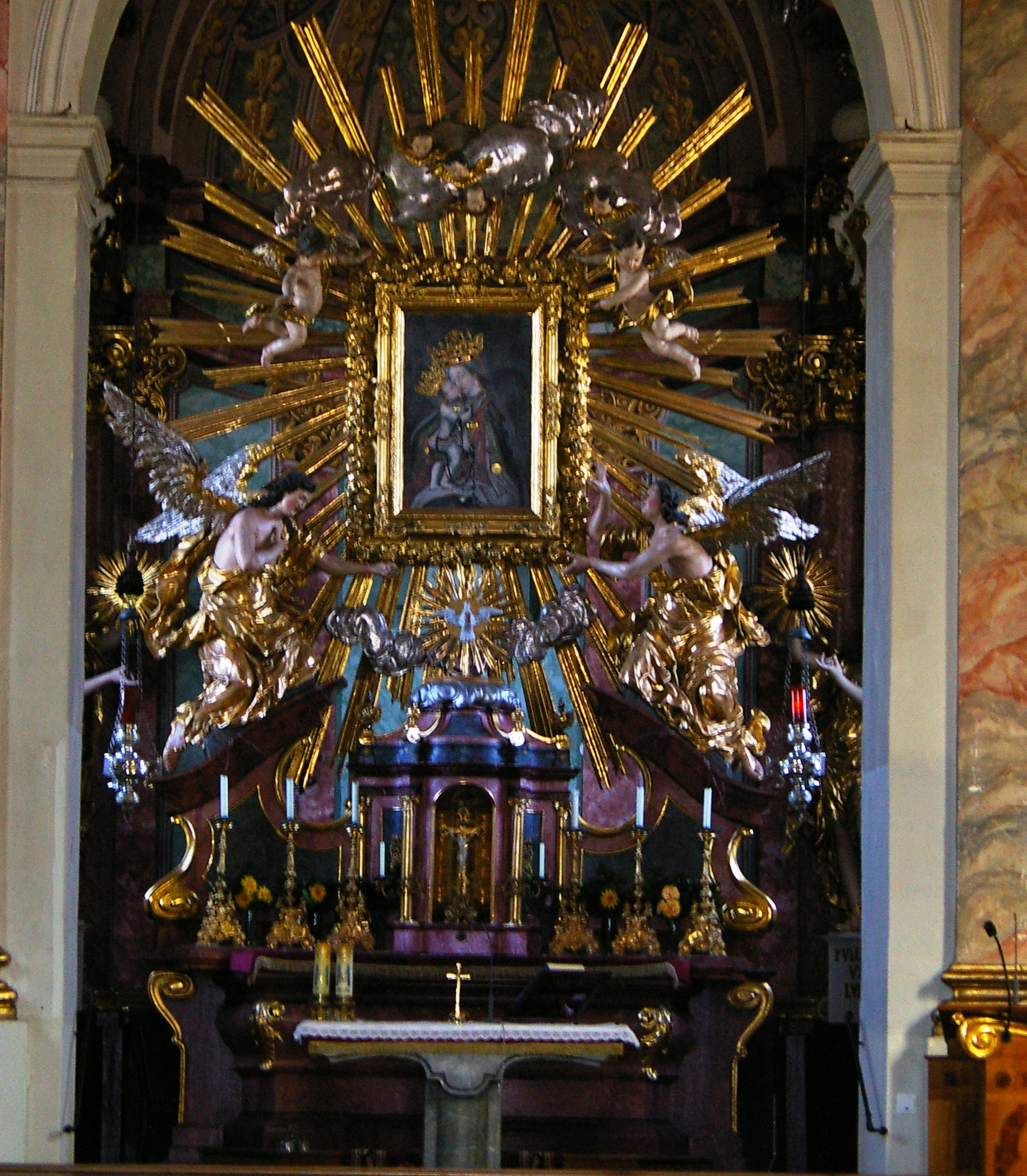
Gnadenbild im Hochaltar

Das Gnadenbild ist die Kopie eines Urbildes, vermutlich von Hans Holbein d. Ä., das – ähnlich wie bei der Ikonenmalerei – weite Verbreitung fand, Maria Magdalena Zerheuter hatte es 1662 auf eine Blechplatte gemalt. Es zeigt eine Mutter Gottes, die das auf ihrem Schoß stehende Jesuskind an sich drückt.
Das Bild ist mittig im 1722 errichteten Hochaltar angebracht, den Antonio Beduzzi entworfen hatte. Der Blick des Betrachters soll durch einen goldenen Strahlenkranz auf das von einer Rosengirlande umrahmte Gnadenbild gelenkt werden.
Sekundärer Kultgegenstand ist ein Bild des Hl. Leonhard am linken Langhausaltar.

### Orgel

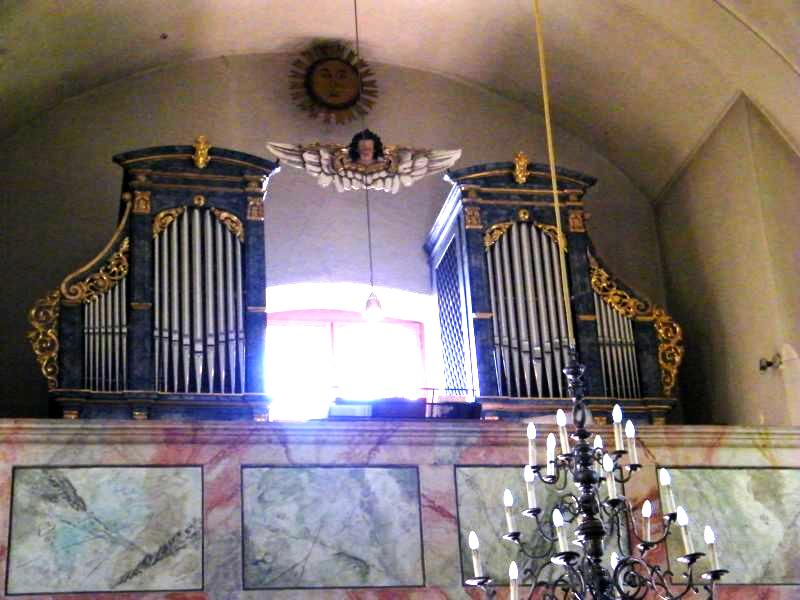
Ludwig-Mooser-Orgel 1857

Anscheinend war in der Kirche bis 1857 ein Positiv vorhanden, das vier Register aufwies. Im Jahre 1857 spendete die Gaßlbräuerin Katharina Metzger 600 Gulden für die Anschaffung einer neuen Orgel, Ludwig Mooser hatte mit den Arbeiten für eine solche schon vorab begonnen.
1916 veränderte Johann Josef Mertel (Hans Mertel) das Instrument. Es wurde aber 1994 von Fritz Mertel, einem Enkel von Hans Mertel, restauriert und wieder auf den Zustand der Erbauung gebracht. Das Instrument verfügt über acht Register. Das Pedal ist fest angekoppelt. Die Disposition lautet wie folgt:
| Manual C–f3      |       |
| Prinzipal        | 8′    |
| Salicional       | 8′    |
| Coppel           | 8′    |
| Flöte            | 4′    |
| Octave (Piccolo) | 2′    |
| Mixtur III       | 1 ⁄3′ |

| Pedal C–f0 |     |
| Subbass    | 16′ |
| Oktavbass  | 8′  |

### Glocken
Das Geläute der Kirche besteht aus vier Glocken in den Schlagtönen f’, b’, c’’ und d’’. Letztere stammt aus dem Jahr 1721 von der Gießerei Josef Grassmayr aus Tirol; die b’-Glocke von 1827 wurde von Johann Feltl in Graz gegossen. Die beiden anderen Glocken stammen aus der Glockengießerei Oberascher in Salzburg und wurden 1960 hergestellt.

## Wallfahrt
Wallfahrtsmotive waren insbesondere der Dank für eine unfallfreie Schifffahrt bis Laufen und der Wunsch nach einer ebensolchen Weiterfahrt flussabwärts. In Laufen wurden, nach der Überwindung der dortigen Stromschnellen, die transportierten Waren von kleinen auf größere Schiffe umgeladen.

## Auersperg-Familienfriedhof

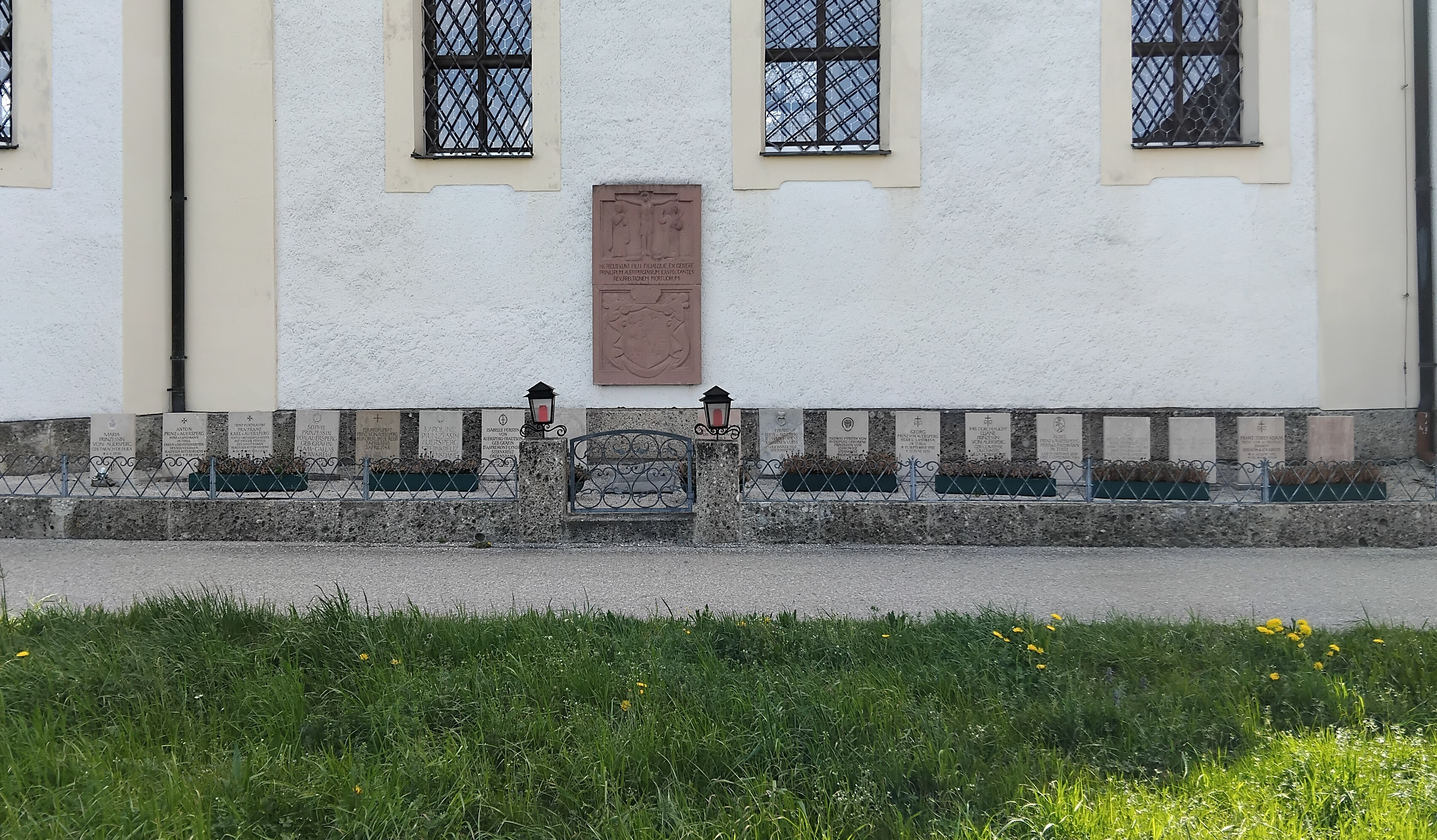
Wallfahrtskirche Maria Bühel, Auersperg-Familienfriedhof

Entlang der Außenseite der Wallfahrtskirche Maria Bühel befinden sich die Gräber von Eduard Severin von Auersperg (1863–1956) und seiner Familie. Er war ein Urenkel des 6. Fürsten von Auersperg (1749–1822). Heute (2025) umfasst der Familienfriedhof Maria Bühel 19 Grabstätten, darunter jene des Musikers Johannes Auersperg (1934–2019).